# Landes-le-Gaulois
 Landes-le-Gaulois  es una población y comuna francesa, en la región de Centro, departamento de Loir y Cher, en el distrito de Blois y cantón de Herbault.

## Demografía
| 654 | 596 | 586 | 568 | 589 | 582 |
| Para los censos de 1962 a 1999 la población legal corresponde a la población sin duplicidades (Fuente: INSEE [Consultar]) |     |     |     |     |     |